# Homo bodoensis
Homo bodoensis, também denominado como Bodo 1 é o nome de uma espécie extinta do gênero Homo. A espécie foi descrita cientificamente e introduzida na literatura em outubro de 2021. Não foi baseada em fósseis recém-descobertos; o objetivo dos autores desta primeira descrição era antes reorganizar descobertas conhecidas. Com a ajuda dessa reorganização e renomeação, de acordo com os autores, todos os fósseis de hominídeos que são interpretados como os primeiros ancestrais imediatos dos humanos (homo sapiens) anatomicamente modernos, devem ser agrupados sob o nome de Homo bodoensis.
De acordo com nova classificação, a maioria dos restos humanos na África e alguns no Balcãs pertence à espécie, enquanto a maioria das pessoas dessa época na Europa é classificada como neandertais.